# Saranthe tenuifolia
Saranthe tenuifolia là một loài thực vật có hoa trong họ Marantaceae. Loài này được (Petersen) K.Schum. miêu tả khoa học đầu tiên năm 1902.